# Sid (banda)
Sid (シド, Shido; estilizado como SID) é uma banda japonesa do movimento visual kei composta por Mao, Shinji, Aki e Yūya. É conhecida por produzir músicas tema de animes, como Fullmetal Alchemist, Bleach, Kuroshitsuji, Magi, entre outros.
Formada em 2003, seu primeiro álbum "Renai" foi produzido com Sakura (ex. L'Arc~en~Ciel). Depois de alcançar o top 5 das paradas da Oricon com "Mitsuyubi", Sid deixou de ser independente estreando na Ki/oon Music em 2008 com "Monochrome no Kiss" e o disco de ouro Hikari, que inclui sua canção mais famosa "Uso". Em 2010, venceram o prêmio da Billboard Japan Top Pop Artist e alcançaram o topo da Oricon com a compilação Sid 10th Anniversary Best. Também produziram canções para outros artistas, como LiSA.

## Carreira

### 2003–2008: Formação e primeiros anos
"Para aumentar nosso público, fazíamos inúmeras apresentações ao vivo. Novas bandas costumam aparecer em anúncios na mídia desde o começo, mas não foi nosso caso. Aprendi isso na minha banda anterior. Como não tínhamos dinheiro nem contatos, não conseguimos publicidade, mas aproveitamos bem a situação.

—Mao, contando sua experiência na formação da banda.
Sid foi formada em 2003 pelo vocalista Mao e o baixista Aki (明希), inicialmente tocando covers de Kuroyume, em Tóquio. Se tornaram uma banda autoral pouco tempo depois, recrutando o guitarrista Shinji e baixista Yūya como membros de apoio. Lançaram a demo/1° single "Yoshikai Manabu 17sai (Mushoku)" (吉開学17歳(無職) em agosto de 2003, limitada a 100 cópias. Uma segunda edição limitada a 2 mil cópias foi lançada dois meses depois, que esgotou. Logo depois, entraram na gravadora Danger Crue, popular no cenário indie do Japão (tendo bandas como Mucc). Em 2004, anunciaram em um show no Meguro Rock May Kan em 14 de janeiro que Yūya e Shinji agora eram membros oficiais da banda. Por conta disso, eles consideram esta data como sua verdadeira data de fundação. Venderam o single "Kaijou-Ban" (会場盤) exclusivamente em um show em março, mas devido a demanda, duas outras edições que poderiam ser compradas através de solicitação de entrega por correio foram lançadas. Em maio fizeram sua primeira apresentação internacional no evento Anime Central nos Estados Unidos, após a participação de Miyavi ser cancelada.
No final do ano lançaram seu álbum de estreia, Renai (憐哀 -レンアイ-) que foi produzido com Sakura (ex baterista do L'Arc~en~Ciel). A turnê em promoção ao álbum teve os ingressos esgotados em Tóquio, Nagoia e Osaka. Participaram do evento Beauti-fool's Fest 04 sediado pela revista Fool's Mate em 26 de dezembro. Em 2005, lançaram o box set "Paint pops" em julho. Após o single "Sweet?", seu segundo álbum Hoshi no Miyako foi lançado em 16 de novembro. Também abriram seu fã clube oficial, chamado ID-S, em outubro.
O grupo começou a fazer sucesso em 2006, alcançando pela primeira vez o top 10 da Oricon com o single "Chapter 1", levando-os a uma apresentação no Nippon Budokan onde os ingressos esgotaram em apenas um dia. O single seguinte "Otegami" foi eleito em uma votação feita pela Recochoku como a segunda canção mais popular da banda. Já em 2007, "Mitsuyubi" foi o primeiro single deles a alcançar o top 5. Outros singles lançados naquele ano foram "Smile", "Natsukoi" e "Namida no Ondo". Em junho, cada um dos membros abriu um blog no Ameba. Terminaram o ano lançando seu terceiro álbum, Play e realizando uma turnê nacional. Enquanto isso, produziam um cover de "Wish", de Luna Sea, para o álbum de tributo Luna Sea Memorial Cover Album.
Em 16 fevereiro de 2008, fizeram um show surpresa e gratuito em Shiodome, que foi transmitido na Nippon TV dois dias depois. O quarto álbum Sentimental Macchiato foi lançado quatro dias depois, sendo o oitavo álbum independente mais vendido em 2008 no Japão.

### 2008–2012: Estreiamajore ascensão

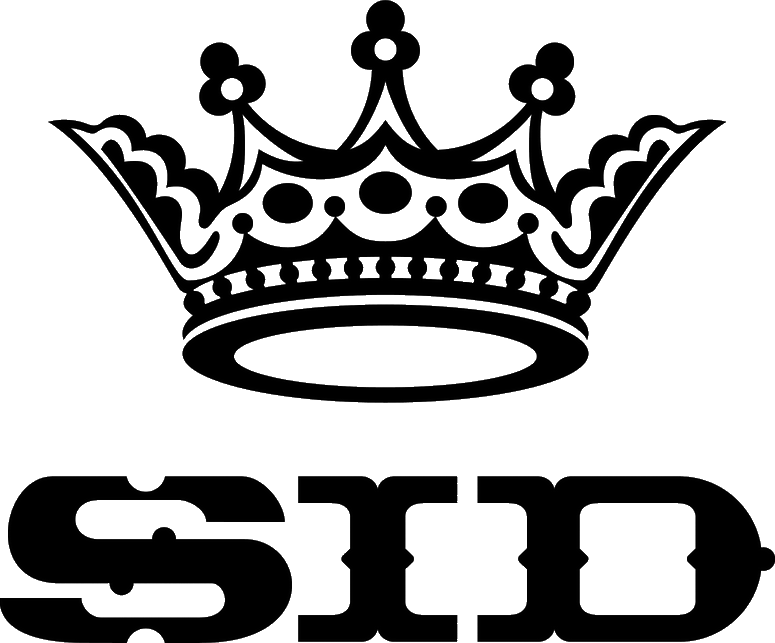
Logotipo antigo da banda.

O single de outubro de 2008 "Monochrome no Kiss" foi sua primeira música tema de anime e seu primeiro lançamento em uma grande gravadora, a Ki/oon Music (da Sony Japan). No ano seguinte, precedida por "2°C Me no Kanojo", a canção "Uso" foi tema de abertura de Fullmetal Alchemist e é considerada um dos trabalhos mais famosos da banda. Os ingressos do segundo show do Sid no Nippon Budokan, em novembro, esgotaram em apenas três minutos. Em 1 de julho de 2009, lançaram o álbum Hikari. É o mais bem sucedido até hoje, alcançando a segunda posição na Oricon Albums Chart e vendendo mais de 150 mil cópias, classificado como disco de ouro pela RIAJ. Terminaram 2009 com o single "One way". O website Barks reafirmou que todos os singles de 2009 do grupo chegaram ao top 3 da Oricon.
O DVD ao vivo do álbum SIDNAD Vol.4～TOUR 2009 hikari foi lançado em 10 de fevereiro de 2010, e no dia seguinte apareceram no programa de televisão "Ikinari! Ogon Densetsu" da TV Asahi, anunciando um show especial em 31 de julho na Saitama Super Arena, onde 32 mil fãs compareceram. Em março, acontecia a turnê Ichiban Suki Na Basho 2010 e as letras do single previsto para o dia 3, "Sleep", vazaram na internet. "Sleep" foi o primeiro single de balada romântica da banda desde "Namida no Ondo". Após seu lançamento, Sid realizou dois shows exclusivos ao fã-clube, o primeiro exclusivo para homens e o segundo tinha o objetivo dos fãs trazerem um par. Mais tarde, lançaram as canções "Rain", que levou Sid a ser apresentado mais uma vez em Fullmetal Alchemist, "Cosmetic" e "Ranbu no Melody", usada como tema de abertura de Bleach. Em dezembro se apresentaram no Tokyo Dome para cerca de 40 mil fãs. Ainda em 2010, Sid venceu o prêmio Top Pop Artist da Billboard Japan ao lado de AKB48, Exile, entre outros.
Em 2011, o álbum Dead Stock foi lançado e foi promovido pela turnê Dead Stock Tour 2011, que teve algumas apresentações canceladas devido ao sismo e tsunâmi de Tohoku em 2011. Sid também participou dos álbuns de tributo Fuck the Border Line, com um cover de "Yasashii Higeki" do Kuroyume e All Time Super Guest com um cover de "Justy" da banda Boøwy.

### 2013–2016: 10° aniversário e carreiras solo
Em janeiro de 2012 participaram do evento Ontama Carnival em Yokohama. Em um show em 16 de março, anunciaram o lançamento do single "S" para 9 de março e que ele estaria presente na trilha sonora do filme Sadako 3D, sendo a primeira vez que Sid compõe para um filme. Lançado em junho, o álbum de tributo L'Arc~en~Ciel Tribute contou com um cover de Sid de "Shout at the Devil". 
O álbum M&W foi lançado em agosto e após uma turnê de 42 shows no Japão, que atraiu uma audiência de mais de 100 mil pessoas, o grupo marcou seu primeiro show em Taiwan. Devido a alta demanda, uma data extra foi adicionada e o local foi alterado para um com maior capacidade. Além disso, cerca de 400 fãs os receberam no aeroporto.
Em novembro, o single "V.I.P" foi usado como tema de abertura da primeira temporada do anime Magi e logo depois, em 2013, "Anniversary" se tornou o tema de abertura da segunda temporada.
Em 2013, a banda comemorou seus 10 anos de carreira de diversas formas. O álbum de compilação Sid 10th Anniversary Best, lançado em janeiro de 2013, foi o único trabalho da banda a chegar na primeira posição da Oricon Albums Chart. A banda foi a Singapura pela primeira vez para se apresentar no festival Music Matters em maio de 2013. Em julho, um projeto trouxe dez bandas para lançar um cover de "Mousou Nikki" (do álbum Renai) e o Sid sediou o evento Visual BANG! no Nippon Budokan com as bandas participantes no final do ano, entre elas DaizyStripper, R-Shitei, Zoro e Ayabie, com oito horas de duração.
Em março de 2014, Sid lançou seu oitavo álbum Outsider, e a primeira turnê que o acompanhou foi a Sid Tour 2014 Outsider. Além dos temas de Magi, o álbum contém os singles "Koi ni Ochite", "Sa-Ma-La-Va" e "Hug". Usado como tema de abertura da animação Kuroshitsuji: Book of Circus, "Enamel" foi lançado em 27 de agosto de 2014. No final do ano, o baixista Aki anunciou que iniciaria sua carreira solo em 2015, usando o nome artístico AKi em vez de Aki (明希). Em 2016, Mao também iniciou carreira solo, lançando o single "Tsuki/Hoshi" em junho e em seguida o álbum Maison de M. Consequentemente, em 2016 o grupo esteve em inatividade.

### 2017–2020: 15 anos eIchiban Suki na Basho

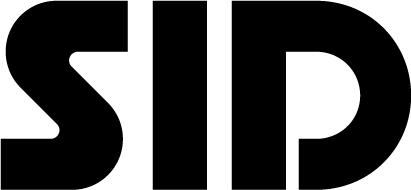
Logo atual do grupo.

Sid lançou o single "Glass no Hitomi" em 18 de janeiro de 2017, sendo tema de abertura do filme Kuroshitsuji: Book of the Atlantic, tornando esta sua terceira música tema da saga Kuroshitsuji. Após cerca de um ano e meio sem concertos solo, em maio apresentaram no Nippon Budokan os shows conceituais "Yofuke to Ame to/Yoake to Kimi to", gravados e vendidos em DVD e Blu-ray a partir de 27 de dezembro. No dia 2 de agosto lançaram o single "Rasen no Yume", tema de abertura do anime Shoukoku no Altair e no mês seguinte, foi lançado seu nono álbum de estúdio, Nomad. Neste ano o Sid também produziu o single "Ash" de LiSA, tema de abertura de Fate/Apocrypha. Mao escreveu a letra e Aki compôs a canção.
Em 2018, Sid iniciou as comemorações aos 15 anos de carreira. No dia 23 de junho, participaram do festival sediado pela Luna Sea, o Lunatic Fest e lançaram seu primeiro EP em 22 de agosto, Ichiban Suki na Basho, referenciando as duas turnês anteriores com este nome. A partir do dia 8 de agosto, a banda começou a distribuir suas canções em serviços de streaming de música por assinatura como Spotify, Line Music, Apple Music, entre outros. Em 15 de fevereiro, começaram uma turnê pela Ásia passando por Taipé, Hong Kong, Xangai e Pequim, cerca de um mês depois de fazerem um show especial de aniversário na Arena de Yokohama.
Em 4 de setembro de 2019, o álbum Shonin Yokkyu foi lançado em três edições e sem singles, algo que não acontecia desde Renai. No começo de 2020, gravaram um cover de "Jupiter", da banda Buck-Tick para o álbum de tributo Parade III ~Respective Tracks of Buck-Tick~ e em março lançaram o single "Delete", tema de Nanatsu no Taizai: Kamigami no Gekirin. Também participaram do álbum de tributo ao Granrodeo lançado em maio, com um cover de "Infinite Love".

### 2021–presente:Umibe, 20° aniversário
Fizeram seu primeiro show online em meio a pandemia de COVID-19 em 2021, transmitido por diversos sites no dia 14 de janeiro. No mesmo mês, foi lançada a canção "Zakuro" da banda fictícia Fantôme Iris, escrita por Shinji, Mao e Cazqui (ex. Nocturnal Bloodlust). O Sid foi responsável por escrever a maioria das canções da banda virtual. Shinji formou a dupla musical Fuzzy Knot com o vocalista do Rayflower, Kosuke Tazawa, e eles estrearam em abril. Em novembro, SID pausou suas apresentações ao vivo por conta de problemas de saúde de Mao. Em 2022 compuseram o tema de abertura da versão japonesa de Heaven Official's Blessing, "Jiu no Kuchizuke", do álbum Umibe que foi lançado em 23 de março.
A banda retomou os shows em janeiro de 2023 e iniciou as comemorações aos 20 anos de carreira, lançando um box com todos os álbuns e todos os singles a partir de "Enamel", e postando seus videoclipes oficialmente em seu canal do YouTube. Um álbum tributo foi lançado em 6 de dezembro, intitulado Sid Tribute Album -Anime Songs-, contando com covers das canções de anime da banda realizados por dubladores dos respectivos animes. No mesmo dia, foi lançado o single digital "Soyo Kaze" (微風). O single seguinte, "Omokage" (面影), se tornou a segunda colaboração do SID em Heaven Official's Blessing e estreou em 8 de janeiro de 2024. No final de março foi anunciado que a banda colaboraria pela quarta vez com Kuroshitsuji, compondo a canção de encerramento da nova temporada. "Shokuzai" (贖罪) começou a ser vendida em 12 de abril, um dia antes da estreia no anime. Em abril, Yūya anunciou que começaria carreira solo utilizando o nome S.Yuya. Seu primeiro álbum, travel, foi lançado em junho em quantidade limitada. De outubro a novembro a banda tocou na turnê nacional Monochrome Circus. Em outubro de 2025 eles começarão a turnê Dark Side, o mesmo nome de seu segundo EP previsto para ser lançado em 17 de setembro.

## Estilo musical
A música de Sid é descrita principalmente como J-pop, J-rock e pop rock, frequentemente acresentando em suas composições uma parte de vários estilos como disco, jazz, ska punk, funk, hard rock, folk, entre outros. No início da carreira, suas músicas fundiam rock com o gênero predecessor do pop japonês Kayōkyoku. Baladas românticas também são frequentes no catálogo da banda, como nos singles "Namida no Ondo" e "Sleep".
O website Real Sound afirma que, ao contrário de algumas bandas que os influenciaram (como Luna Sea, Kuroyume e L'Arc~en~Ciel), Sid foi principalmente influenciado pela música pop nacional dos anos 70 a 90, e assentaram uma próxima geração da música "puramente nacional". Mao foi sobretudo influenciado pelo Kuroyume, após um amigo lhe apresentar o single "Ice My Life". Ele então se tornou fã do vocalista Kiyoharu, desejando formar uma banda como ele e seguir seu estilo. Já o baixista J e Luna Sea são as maiores inspirações de Aki.
Mao é quem escreve todas as letras, e os instrumentistas compõem as músicas. Aki é o principal compositor entre os três, e ele contou em 2023 que "na composição, o arranjo do som é, até certo ponto, afetado pelas tendências modernas." Também comentou em 2011 que "sempre preferi fazer as coisas livremente, sem estar preso a nada em particular". Real Sound descreveu que as letras do vocalista são "romances pessoais que usam muitas metáforas" e que, geralmente, não possuem o apelo de "rebelião contra o sistema" comum entre as bandas de rock.

## Legado
Em uma pesquisa conduzida pelo website Barks, perguntando a 100 bandas visual kei qual grupo mais os inspirou, The Gazette e Sid ficaram em quinto lugar. Já em uma pesquisa conduzida pelo Recochoku entre seus usuários, chamada "bandas visual kei consideradas divinas", Sid ficou em primeiro lugar com Gazette em seguida. Os dois foram as únicas bandas visual kei da segunda geração a fazer um concerto no Tokyo Dome. Mikoto, frontman da banda -Shintenchi Kaibyaku Shudan- Zigzag, citou o Sid como influência.

## Membros
- Mao (マオ) – vocais (2003–presente)
- Shinji (しんぢ) – guitarra (2003–presente)
- Aki (明希) – baixo (2003–presente)
- Yūya (ゆうや) – bateria (2003–presente)

## Discografia
- Renai (憐哀 -レンアイ-, 22 de dezembro de 2004)
- Hoshi no Miyako (星の都, 16 de novembro de 2005)
- Play (8 de novembro de 2006)
- Sentimental Macchiato (センチメンタルマキアート, 20 de fevereiro de 2008)
- Hikari (1 de julho de 2009)
- Dead Stock (23 de fevereiro de 2011)
- M&W (1 de agosto de 2012)
- Outsider (12 de março de 2014)
- Nomad (6 de setembro de 2017)
- Shonin Yokkyu (承認欲求, 4 de setembro de 2019)
- Umibe (海辺, 23 de março de 2022)

## Prêmios
| Ano  | Prêmio                       | Categoria              | Trabalho             | Resultado | Ref.   |
| ---- | ---------------------------- | ---------------------- | -------------------- | --------- | ------ |
| 2008 | 31° Anime Grand Prix         | Melhor Canção de Anime | "Monochrome no Kiss" | 1° lugar  | [ 84 ] |
| 2010 | Billboard Japan Music Awards | Top Pop Artist         | Sid                  | Venceu    | [ 29 ] |
| 2012 | 35° Anime Grand Prix         | Melhor Canção de Anime | "V.I.P"              | 2° lugar  | [ 85 ] |